# Malocampa danala
Malocampa danala är en fjärilsart som beskrevs av Druce 1894. Malocampa danala ingår i släktet Malocampa och familjen tandspinnare. Inga underarter finns listade i Catalogue of Life.